# Хотели как лучше, а получилось как всегда

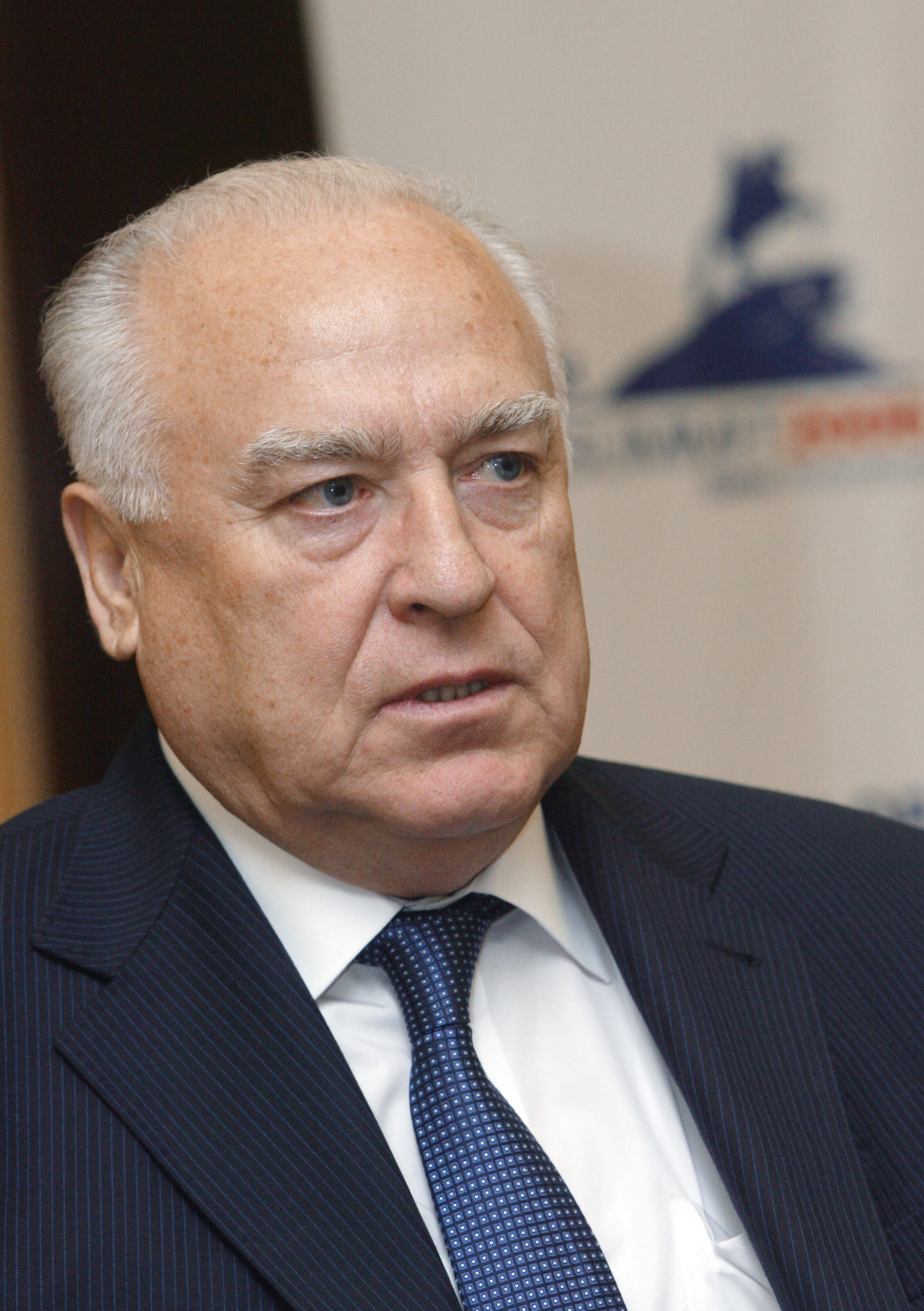
Виктор Черномырдин

«Хотели как лучше, а получилось как всегда» — одно из наиболее известных крылатых выражений, приписываемых Виктору Степановичу Черномырдину. По данным СМИ, он в бытность Председателем Правительства России на пресс-конференции 6 августа 1993 года охарактеризовал таким образом подготовку и проведение денежной реформы 1993 года.

## История
24 июля 1993 года Центробанк объявил о том, что денежные знаки образца 1961—1992 годов выпуска с понедельника 26 июля 1993 года приниматься от населения России не будут, в связи с чем их можно будет до 27 июля обменять на новые. Лимит обмена был установлен в 35 тысяч неденоминированных рублей (в то время — примерно 35 долларов). В стране началась паника. Через два дня Борис Ельцин издал указ, где сумма обмена была повышена до 100 тыс. руб. на человека, и срок обмена продлён до конца августа 1993 года.
Первая часть этой фразы «Хотели как лучше…» стала названием книги о Черномырдине и об эпохе Ельцина. Выпуск книги приурочен к семидесятилетию Виктора Степановича.
Сама фраза стала в разговорном русском языке крылатой и часто употребляется для обозначения действий, предполагающих положительные намерения, но либо не дающих никакого эффекта, либо приводящих к разрушительным последствиям. Близкий синоним — «Благими намерениями вымощена дорога в ад».
На английский язык фраза переводилась как «We wanted the best, you know the rest» (или «We tried our best, you know the rest»). Немецкий вариант — «Gut gemeint ist das Gegenteil von Gut gemacht» («благое намерение является противоположностью хорошего дела»). На финском языке фраза переводилась как «Meillä oli suunnitelma, ja sitten meille kävi niinkuin meille aina käy».

## Оценки
30 июня 1994 года обозреватель «Коммерсанта» Максим Соколов писал: «Bon mot Черномырдина — „Мы хотели как лучше, а получилось как всегда“ — эпиграф ко всей истории российского централизованного государства». А 6 августа 1994 он отметил на страницах издания первую годовщину исторической фразы.
В 1999 году Юрий Михайлович Лужков признал: «Соревноваться с этой формулой теперь уже бессмысленно. Она вошла в золотой фонд российского управленческого фольклора. Её можно выбивать на фронтонах правительственных зданий. Она занимает сегодня первое место по частоте цитирования».
Константин Душенко отмечает, что судя по статистике «Яндекса» из цитат постсоветских политиков с этой фразой по популярности соперничает лишь высказывание Путина «мочить в сортире».
Алексей Шмелёв приводит этот афоризм как яркий пример характерной для русской языковой картины мира безличной конструкции, предполагающей, что происшедшее с человеком в результате его собственных действий случается «как бы само собою».

## Другие версии происхождения
Согласно книге «Архив русской финансово-банковой революции», крылатая фраза «Хотели как лучше, а получилось как всегда» принадлежит не Черномырдину, а последнему доавгустовскому Председателю Правительства СССР Валентину Павлову. День и обстоятельства использования не указаны. Культуролог, переводчик и известный составитель сборников афоризмов Константин Душенко эту версию не подтверждает.
Фразы схожего построения встречаются ещё с XIX века — например, в «Дневниках разных лет» П. А. Кропоткина присутствует такое предложение: «Государство в отношении с обществом одержимо дурными привычками и одержимо поневоле: хотело как лучше, а получилось как всегда…». Аналогичное высказывание приписывают лидеру Польской объединённой рабочей партии Эдварду Гереку. А у одной из статей журнала «Советский экран» ещё в конце 80-х годов был подзаголовок «Хотели как лучше, а получилось, как всегда» (№ 22, 1988 год, статья Михаила Левитина). 
Дальним предшественником выражения «Хотели как лучше, а получилось как всегда» можно считать и фразу, которую сказал Людовик XV о провале очередного начинания своих министров: «Они думали, что так будет лучше».